# 문익공
문익공(文翼公)은 시호의 하나이다.

## 조선
- 김여지(金汝知, 1370년 ~ 1425년)
- 정광필(鄭光弼, 1462년 ~ 1538년)
- 이덕형(李德馨, 1561년 ~ 1613년)[1]
- 한준겸(韓浚謙, 1557년 ~ 1627년)[2]
- 윤방(尹昉, 1563년 ~ 1640년)[3]
- 이원정(李元禎, 1622년 ~ 1680년)[4]
- 김수흥(金壽興, 1626년 ~ 1690년)[5]
- 서명균(徐命均, 1680년 ~ 1745년)[6]
- 유척기(兪拓基, 1691년 ~ 1767년)
- 조엄(趙曮, 1719년 ~ 1777년)[7]
- 윤시동(尹蓍東, 1729년 ~ 1797년)
- 이병모(李秉模, 1742년 ~ 1806년)
- 김관주(金觀柱, 1743년 ~ 1806년)[8]
- 이존수(李存秀, 1772년 ~ 1829년)[9]
- 이상황(李相璜, 1763년 ~ 1841년)[10]
- 이지연(李止淵, 1777년 ~ 1841년)[11]
- 김홍근(金弘根, 1788년 ~ 1842년)[12]
- 박영원(朴永元, 1791년 ~ 1854년)[13]
- 박규수(朴珪壽, 1807년 ~ 1876년)[14]
- 홍순목(洪淳穆, 1816년 ~ 1884년)[15]
- 박정양(朴定陽, 1841년 ~ 1905년)[16]